# Derde klasse amateurs 2018-19 (voetbal België)
Het seizoen 2018/19 van de Belgische Derde Klasse Amateurs ging van start op 25 augustus 2018 en eindigde op 2 juni 2019. De competitie telt twee reeksen van 16 ploegen, aangesloten bij de VV en twee reeksen van 16 ploegen, aangesloten bij de ACFF.

## Naamswijzigingen
- Racing Jet Wavre wijzigde zijn naam in Wavre Sports FC.
- K. Lyra TSV wijzigde haar naam in K. Lyra-Lierse.
- UR Namur fuseerde met Racing FC Fosses en werd UR Namur Fosses-La-Ville.
- R. Sprimont Comblain Sport fuseerde met R. Banneux FC en werd RFCB Sprimont.

## Gedegradeerde teams
Deze teams degradeerden voor aanvang van het seizoen uit Tweede klasse amateurs:
- KSV Bornem (rechtstreeks)
- Torhout 1992 KM (rechtstreeks)
- KFC Sint-Lenaarts (rechtstreeks)
- KVK Tienen (rechtstreeks)
- RFC Union La Calamine (rechtstreeks)
- R. Sprimont Comblain Sport (rechtstreeks)
- SK Pepingen-Halle (eindronde)
- KFC Zwarte Leeuw (eindronde)

Noot: R. Entente Bertrigeoise redde zich via de eindronde, maar besloot zijn activiteiten te staken. 

## Gepromoveerde teams
Deze teams waren gepromoveerd uit de provinciale reeksen voor de start van het seizoen. De provincie Brabant werd opgesplitst in twee reeksen: Vlaams-Brabant en Waals-Brabant.

### Antwerpen
- K. Lyra TSV (kampioen)
- KRC Mechelen (interprovinciale eindronde VV)

### Limburg
- KFC Helson Helchteren (kampioen)

### Oost-Vlaanderen
- KVV Zelzate (kampioen)

### Vlaams-Brabant
- KAC Betekom (kampioen)

### West-Vlaanderen
- KSK Voorwaarts Zwevezele (kampioen)
- KSV Oostkamp (interprovinciale eindronde VV)

### Henegouwen
- CS Pays Vert Ostiches-Ath (kampioen)
- RFC Rapid Symphorinois (interprovinciale eindronde ACFF)

### Luik
- RFC Warnant (kampioen)

### Luxemburg
- ROC Meix-devant-Virton (kampioen)
- RAFC Oppagne-Wéris (in de plaats van R. Entente Bertrigeoise)

### Namen
- Racing FC Fosses (kampioen)
- RCS Condruzien (interprovinciale eindronde ACFF)

Noot: Doordat Racing FC Fosses een fusie aanging met UR Namur (dat op een degradatieplek geëindigd was), vatte de fusieclub UR Namur Fosses-La-Ville het seizoen aan in Derde Klasse Amateurs.

### Waals-Brabant
- RCS Brainois (kampioen)
- RSD Jette (interprovinciale eindronde ACFF)
- ROFC Stockel (in de plaats van R. White Star Bruxelles)

## Promoverende teams
Deze teams promoveerden na afloop van het seizoen naar Tweede klasse amateurs

### Rechtstreeks als kampioen
- KFC Merelbeke (kampioen VV A)
- KVK Tienen (kampioen VV B)
- UR Namur Fosses-La-Ville (kampioen ACFF A)
- RRC Stockay-Warfusée (kampioen ACFF B)

### Via eindronde
- KSK Voorwaarts Zwevezele (3e VV A)
- SK Pepingen-Halle (4e VV A)
- RUS Givry (2e ACFF B)
- RCS Verlaine (4e ACFF B)
- RCS Onhaye (5e ACFF B)

## Degraderende teams
Deze teams degradeerden na afloop van het seizoen naar de Provinciale reeksen

### Rechtstreeks
- K. Eendracht Wervik (14e VV A)
- Sporting Kampenhout (15e VV A)
- KV Woluwe-Zaventem (16e VV A)
- KFC Nijlen (14e VV B)
- KESK Leopoldsburg (15e VV B)
- KRC Mechelen (16e VV B)
- RJS Taminoise (14e ACFF A)
- ROFC Stockel (15e ACFF A)
- RJE Binchoise (16e ACFF A)
- RRC Longlier (14e ACFF B)
- RFC Union La Calamine (15e ACFF B)
- RCS Condruzien (16e ACFF B)

### Via eindronde
- KSV Oostkamp (13e VV A)
- K. Ternesse VV Wommelgem (13e VV B)

## Clubs

### Derde klasse amateurs VV A
| # kaart | Stam- nummer | Club                     | Plaats               |
| ------- | ------------ | ------------------------ | -------------------- |
| 1       | 95           | RFC Wetteren             | Wetteren             |
| 2       | 822          | Torhout 1992 KM          | Torhout              |
| 3       | 2615         | Sporting Kampenhout      | Kampenhout           |
| 4       | 3155         | KHO Wolvertem Merchtem   | Merchtem & Wolvertem |
| 5       | 3197         | KV Woluwe-Zaventem       | Zaventem             |
| 6       | 3541         | KVK Svelta Melsele       | Melsele              |
| 7       | 3551         | KFC Merelbeke            | Merelbeke            |
| 8       | 3694         | K. Eendracht Wervik      | Wervik               |
| 9       | 3957         | KVC Jong Lede            | Lede                 |
| 10      | 4165         | KVV Zelzate              | Zelzate              |
| 11      | 5216         | KVC Wingene              | Wingene              |
| 12      | 5956         | KSV Oostkamp             | Oostkamp             |
| 13      | 6039         | KSK Voorwaarts Zwevezele | Zwevezele            |
| 14      | 7741         | SK Pepingen-Halle        | Pepingen & Halle     |
| 15      | 8552         | Avanti Stekene           | Stekene              |
| 16      | 8601         | FC Lebbeke               | Lebbeke              |

### Derde klasse amateurs VV B
| # kaart | Stam- nummer | Club                      | Plaats        |
| ------- | ------------ | ------------------------- | ------------- |
| 1       | 24           | KRC Mechelen              | Mechelen      |
| 2       | 52           | K. Lyra-Lierse            | Lier          |
| 3       | 132          | KVK Tienen                | Tienen        |
| 4       | 232          | K. Bilzerse Waltwilder VV | Bilzen        |
| 5       | 342          | KSV Bornem                | Bornem        |
| 6       | 1065         | KFC Nijlen                | Nijlen        |
| 7       | 1085         | K. Ternesse VV Wommelgem  | Wommelgem     |
| 8       | 1124         | KFC Zwarte Leeuw          | Rijkevorsel   |
| 9       | 1357         | KFC Sint-Lenaarts         | Sint-Lenaarts |
| 10      | 2529         | FC Esperanza Pelt         | Pelt          |
| 11      | 2825         | KVK Wellen                | Wellen        |
| 12      | 3634         | KAC Betekom               | Betekom       |
| 13      | 3904         | KESK Leopoldsburg         | Leopoldsburg  |
| 14      | 4481         | KVC Houtvenne             | Houtvenne     |
| 15      | 6045         | KFC Helson Helchteren     | Helchteren    |
| 16      | 7919         | Eendracht Termien         | Genk          |

### Derde klasse amateurs ACFF A
| # kaart | Stam- nummer | Club                      | Plaats           |
| ------- | ------------ | ------------------------- | ---------------- |
| 1       | 5            | R. Léopold FC             | Ukkel            |
| 2       | 26           | RFC Tournai               | Doornik          |
| 3       | 75           | RCS Brainois              | Eigenbrakel      |
| 4       | 156          | UR Namur Fosses-La-Ville  | Namen            |
| 5       | 343          | R. Stade Brainois         | 's-Gravenbrakel  |
| 6       | 474          | RSD Jette                 | Jette            |
| 7       | 3020         | R. Jeunesse Aischoise     | Aische-en-Refail |
| 8       | 3031         | ROFC Stockel              | Stokkel          |
| 9       | 3835         | RJE Binchoise             | Binche           |
| 10      | 3939         | RJS Taminoise             | Tamines          |
| 11      | 4194         | R. Albert Quévy-Mons      | Bergen           |
| 12      | 4549         | Wavre Sports FC           | Waver            |
| 13      | 6464         | RFC Rapid Symphorinois    | Saint-Symphorien |
| 14      | 7569         | FC Ganshoren              | Ganshoren        |
| 15      | 8470         | CS Entité Manageoise      | Manage           |
| 16      | 9245         | CS Pays Vert Ostiches-Ath | Aat & Ostiches   |

### Derde klasse amateurs ACFF B
| # kaart | Stam- nummer | Club                   | Plaats                  |
| ------- | ------------ | ---------------------- | ----------------------- |
| 1       | 76           | RFC Huy                | Hoei                    |
| 2       | 82           | FC Herstal             | Herstal                 |
| 3       | 260          | RFCB Sprimont          | Sprimont                |
| 4       | 526          | RFC Union La Calamine  | Kelmis                  |
| 5       | 1899         | RCS Condruzien         | Hamois                  |
| 6       | 1962         | RAFC Oppagne-Wéris     | Oppagne & Wéris         |
| 7       | 1979         | R. Aywaille FC         | Aywaille                |
| 8       | 2239         | RRC Stockay-Warfusée   | Saint-Georges-sur-Meuse |
| 9       | 2871         | RCS Verlaine           | Verlaine                |
| 10      | 3189         | RRC Longlier           | Longlier                |
| 11      | 3201         | ROC Meix-devant-Virton | Meix-devant-Virton      |
| 12      | 3816         | RRC Mormont            | Mormont                 |
| 13      | 5779         | RFC Warnant            | Warnant                 |
| 14      | 6237         | RUS Givry              | Givry                   |
| 15      | 6626         | RCS Onhaye             | Onhaye                  |
| 16      | 9487         | FC United Richelle     | Richelle                |

## Klassementen

### Derde klasse amateurs VV A
| Pos | Team                     | Wed | W  | G  | V  | Ptn | DV | DT | +/− | Kwalificatie of degradatie                |
| --- | ------------------------ | --- | -- | -- | -- | --- | -- | -- | --- | ----------------------------------------- |
| 1   | KFC Merelbeke            | 30  | 17 | 8  | 5  | 59  | 49 | 25 | +24 | Promotie naar Tweede klasse amateurs      |
| 2   | RFC Wetteren             | 30  | 17 | 6  | 7  | 57  | 60 | 36 | +24 | Kwalificatie voor Eindronde promotie VV   |
| 3   | KSK Voorwaarts Zwevezele | 30  | 16 | 7  | 7  | 55  | 63 | 35 | +28 | Kwalificatie voor Eindronde promotie VV   |
| 4   | SK Pepingen-Halle        | 30  | 14 | 9  | 7  | 51  | 49 | 30 | +19 | Kwalificatie voor Eindronde promotie VV   |
| 5   | KVC Wingene              | 30  | 13 | 10 | 7  | 49  | 42 | 32 | +10 | Kwalificatie voor Eindronde promotie VV   |
| 6   | Avanti Stekene           | 30  | 14 | 5  | 11 | 47  | 38 | 37 | +1  |                                           |
| 7   | KVV Zelzate              | 30  | 13 | 8  | 9  | 47  | 49 | 37 | +12 |                                           |
| 8   | FC Lebbeke               | 30  | 12 | 8  | 10 | 44  | 41 | 40 | +1  |                                           |
| 9   | KVK Svelta Melsele       | 30  | 11 | 8  | 11 | 41  | 32 | 36 | −4  |                                           |
| 10  | KVC Jong Lede            | 30  | 9  | 11 | 10 | 38  | 36 | 38 | −2  |                                           |
| 11  | KHO Wolvertem Merchtem   | 30  | 10 | 5  | 15 | 35  | 35 | 45 | −10 |                                           |
| 12  | Torhout 1992 KM          | 30  | 9  | 7  | 14 | 34  | 50 | 56 | −6  |                                           |
| 13  | KSV Oostkamp             | 30  | 9  | 4  | 17 | 31  | 55 | 62 | −7  | Kwalificatie voor Eindronde degradatie VV |
| 14  | K. Eendracht Wervik      | 30  | 8  | 6  | 16 | 30  | 30 | 56 | −26 | Degradatie naar Eerste provinciale        |
| 15  | Sporting Kampenhout      | 30  | 6  | 7  | 17 | 25  | 30 | 48 | −18 | Degradatie naar Eerste provinciale        |
| 16  | KV Woluwe-Zaventem       | 30  | 7  | 1  | 22 | 22  | 41 | 87 | −46 | Degradatie naar Eerste provinciale        |

### Derde klasse amateurs VV B
| Pos | Team                      | Wed | W  | G  | V  | Ptn | DV | DT | +/− | Kwalificatie of degradatie                |
| --- | ------------------------- | --- | -- | -- | -- | --- | -- | -- | --- | ----------------------------------------- |
| 1   | KVK Tienen                | 30  | 20 | 5  | 5  | 65  | 57 | 27 | +30 | Promotie naar Tweede klasse amateurs      |
| 2   | KVC Houtvenne             | 30  | 15 | 8  | 7  | 53  | 54 | 37 | +17 | Kwalificatie voor Eindronde promotie VV   |
| 3   | K. Lyra-Lierse            | 30  | 14 | 10 | 6  | 52  | 48 | 32 | +16 | Kwalificatie voor Eindronde promotie VV   |
| 4   | KFC Sint-Lenaarts         | 30  | 13 | 7  | 10 | 46  | 58 | 46 | +12 | Kwalificatie voor Eindronde promotie VV   |
| 5   | KAC Betekom               | 30  | 13 | 6  | 11 | 45  | 52 | 50 | +2  | Kwalificatie voor Eindronde promotie VV   |
| 6   | KFC Zwarte Leeuw          | 30  | 11 | 10 | 9  | 43  | 50 | 48 | +2  |                                           |
| 7   | KVK Wellen                | 30  | 11 | 9  | 10 | 42  | 45 | 42 | +3  |                                           |
| 8   | Eendracht Termien         | 30  | 11 | 10 | 9  | 43  | 45 | 45 | 0   |                                           |
| 9   | KFC Helson Helchteren     | 30  | 11 | 7  | 12 | 40  | 47 | 54 | −7  |                                           |
| 10  | FC Esperanza Pelt         | 30  | 11 | 4  | 15 | 37  | 37 | 52 | −15 |                                           |
| 11  | KSV Bornem                | 30  | 9  | 10 | 11 | 37  | 40 | 36 | +4  |                                           |
| 12  | K. Bilzerse Waltwilder VV | 30  | 8  | 11 | 11 | 35  | 53 | 58 | −5  |                                           |
| 13  | K. Ternesse VV Wommelgem  | 30  | 9  | 6  | 15 | 33  | 38 | 52 | −14 | Kwalificatie voor Eindronde degradatie VV |
| 14  | KFC Nijlen                | 30  | 8  | 7  | 15 | 31  | 36 | 50 | −14 | Degradatie naar Eerste provinciale        |
| 15  | KESK Leopoldsburg         | 30  | 8  | 6  | 16 | 30  | 35 | 56 | −21 | Degradatie naar Eerste provinciale        |
| 16  | KRC Mechelen              | 30  | 7  | 6  | 17 | 27  | 36 | 46 | −10 | Degradatie naar Eerste provinciale        |

### Derde klasse amateurs ACFF A
| Pos | Team                      | Wed | W  | G  | V  | Ptn | DV | DT | +/− | Kwalificatie of degradatie                  |
| --- | ------------------------- | --- | -- | -- | -- | --- | -- | -- | --- | ------------------------------------------- |
| 1   | UR Namur Fosses-La-Ville  | 30  | 18 | 6  | 6  | 60  | 68 | 29 | +39 | Promotie naar Tweede klasse amateurs        |
| 2   | RCS Brainois              | 30  | 17 | 9  | 4  | 60  | 58 | 31 | +27 | Kwalificatie voor Eindronde promotie ACFF   |
| 3   | R. Jeunesse Aischoise     | 30  | 16 | 6  | 8  | 54  | 59 | 47 | +12 | Kwalificatie voor Eindronde promotie ACFF   |
| 4   | RFC Tournai               | 30  | 14 | 10 | 6  | 52  | 46 | 25 | +21 | Kwalificatie voor Eindronde promotie ACFF   |
| 5   | R. Léopold FC             | 30  | 14 | 6  | 10 | 48  | 53 | 36 | +17 | Kwalificatie voor Eindronde promotie ACFF   |
| 6   | CS Pays Vert Ostiches-Ath | 30  | 14 | 5  | 11 | 47  | 55 | 47 | +8  |                                             |
| 7   | CS Entité Manageoise      | 30  | 13 | 8  | 9  | 47  | 50 | 38 | +12 |                                             |
| 8   | R. Albert Quévy-Mons      | 30  | 13 | 5  | 12 | 44  | 45 | 45 | 0   |                                             |
| 9   | RFC Rapid Symphorinois    | 30  | 11 | 10 | 9  | 43  | 50 | 50 | 0   |                                             |
| 10  | R. Stade Brainois         | 30  | 11 | 6  | 13 | 39  | 37 | 36 | +1  |                                             |
| 11  | RSD Jette                 | 30  | 9  | 7  | 14 | 34  | 48 | 56 | −8  |                                             |
| 12  | Wavre Sports FC           | 30  | 9  | 5  | 16 | 32  | 42 | 63 | −21 |                                             |
| 13  | FC Ganshoren              | 30  | 7  | 10 | 13 | 31  | 44 | 61 | −17 | Kwalificatie voor Eindronde degradatie ACFF |
| 14  | RJS Taminoise             | 30  | 7  | 8  | 15 | 29  | 45 | 65 | −20 | Degradatie naar Eerste provinciale          |
| 15  | ROFC Stockel              | 30  | 6  | 5  | 19 | 23  | 38 | 69 | −31 | Degradatie naar Eerste provinciale          |
| 16  | RJE Binchoise             | 30  | 4  | 8  | 18 | 20  | 33 | 73 | −40 | Degradatie naar Eerste provinciale          |

### Derde klasse amateurs ACFF B
| Pos | Team                   | Wed | W  | G  | V  | Ptn | DV | DT | +/− | Kwalificatie of degradatie                  |
| --- | ---------------------- | --- | -- | -- | -- | --- | -- | -- | --- | ------------------------------------------- |
| 1   | RRC Stockay-Warfusée   | 30  | 21 | 5  | 4  | 68  | 75 | 36 | +39 | Promotie naar Tweede klasse amateurs        |
| 2   | RUS Givry              | 30  | 20 | 5  | 5  | 65  | 59 | 31 | +28 | Kwalificatie voor Eindronde promotie ACFF   |
| 3   | FC United Richelle     | 30  | 18 | 9  | 3  | 63  | 61 | 23 | +38 | Kwalificatie voor Eindronde promotie ACFF   |
| 4   | RCS Verlaine           | 30  | 16 | 7  | 7  | 55  | 52 | 35 | +17 | Kwalificatie voor Eindronde promotie ACFF   |
| 5   | RCS Onhaye             | 30  | 13 | 10 | 7  | 49  | 64 | 47 | +17 | Kwalificatie voor Eindronde promotie ACFF   |
| 6   | RFC Warnant            | 30  | 14 | 6  | 10 | 48  | 54 | 40 | +14 |                                             |
| 7   | R. Aywaille FC         | 30  | 12 | 9  | 9  | 45  | 48 | 41 | +7  |                                             |
| 8   | ROC Meix-devant-Virton | 30  | 12 | 7  | 11 | 43  | 46 | 43 | +3  |                                             |
| 9   | FC Herstal             | 30  | 12 | 6  | 12 | 42  | 56 | 61 | −5  |                                             |
| 10  | RFCB Sprimont          | 30  | 12 | 6  | 12 | 42  | 53 | 51 | +2  |                                             |
| 11  | RRC Mormont            | 30  | 9  | 10 | 11 | 37  | 48 | 56 | −8  |                                             |
| 12  | RFC Huy                | 30  | 8  | 9  | 13 | 33  | 46 | 59 | −13 |                                             |
| 13  | RAFC Oppagne-Wéris     | 30  | 8  | 7  | 15 | 31  | 46 | 63 | −17 | Kwalificatie voor Eindronde degradatie ACFF |
| 14  | RRC Longlier           | 30  | 5  | 2  | 23 | 17  | 40 | 79 | −39 | Degradatie naar Eerste provinciale          |
| 15  | RFC Union La Calamine  | 30  | 3  | 6  | 21 | 15  | 30 | 61 | −31 | Degradatie naar Eerste provinciale          |
| 16  | RCS Condruzien         | 30  | 3  | 4  | 23 | 13  | 26 | 78 | −52 | Degradatie naar Eerste provinciale          |

## Periodekampioenen

### Derde klasse amateurs VV A
- Eerste periode: KSK Voorwaarts Zwevezele, 20 punten
- Tweede periode: KFC Merelbeke, 24 punten
- Derde periode: KSK Voorwaarts Zwevezele, 23 punten

### Derde klasse amateurs VV B
- Eerste periode: KVK Tienen, 26 punten
- Tweede periode: KVK Tienen, 23 punten
- Derde periode: K. Lyra-Lierse Berlaar, 22 punten

### Derde klasse amateurs ACFF A
- Eerste periode: RCS Brainois, 24 punten
- Tweede periode: RCS Brainois, 22 punten
- Derde periode: Union Namur Fosses-La-Ville, 22 punten

### Derde klasse amateurs ACFF B
- Eerste periode: RUS Givry, 25 punten
- Tweede periode: RCS Verlaine, 23 punten
- Derde periode: RRC Stockay-Warfusée, 25 punten

## Eindrondes

### Promotie VV
De eindronde werd gespeeld tussen de twee teams die tweede waren in de eindstand en de zes periodewinnaars uit Derde klasse amateurs VV. Indien een periodewinnaar promoveerde of al geplaatst was voor de eindronde werd die vervangen door het hoogst eindigende team in de eindstand.
Eerste speeldag
Op de eerste speeldag treden acht teams aan. De vier winnaars van elk duel gingen door naar de winnaarsronde. De vier verliezers naar de verliezersronde.
| Datum      | Wedstrijd                                    | Uitslag        |
| ---------- | -------------------------------------------- | -------------- |
| 11/05/2019 | KVC Houtvenne - KVC Wingene                  | 1-0            |
| 12/05/2019 | SK Pepingen-Halle - RFC Wetteren             | 0-0 (3-0 n.p.) |
| 12/05/2019 | KSK Voorwaarts Zwevezele - KFC Sint-Lenaarts | 3-0            |
| 12/05/2019 | K. Lyra-Lierse Berlaar - KAC Betekom         | 1-0            |

Winnaarsronde
De twee winnaars uit deze ronde promoveren.
| Datum      | Wedstrijd                                         | Uitslag |
| ---------- | ------------------------------------------------- | ------- |
| 19/05/2019 | SK Pepingen-Halle - KVC Houtvenne                 | 3-1     |
| 19/05/2019 | KSK Voorwaarts Zwevezele - K. Lyra-Lierse Berlaar | 2-0     |

Wedstrijd voor plaats 3 en 4
De winnaar maakt kans op promotie in geval van een vrijkomende plaats.
| Datum      | Wedstrijd                              | Uitslag |
| ---------- | -------------------------------------- | ------- |
| 25/05/2019 | K. Lyra-Lierse Berlaar - KVC Houtvenne | 1-2     |

### Promotie ACFF
De eindronde werd gespeeld tussen de twee teams die tweede waren in de eindstand en de zes periodewinnaars uit Derde klasse amateurs ACFF. Indien een periodewinnaar promoveerde of al geplaatst was voor de eindronde werd die vervangen door het hoogst eindigende team in de eindstand.
Eerste speeldag
Op de eerste speeldag treden acht teams aan. De vier winnaars van elk duel gingen door naar de winnaarsronde.
| Datum      | Wedstrijd                         | Uitslag |
| ---------- | --------------------------------- | ------- |
| 04/05/2019 | R. Léopold FC - RCS Onhaye        | 1-3     |
| 05/05/2019 | RUS Givry - R. Jeunesse Aischoise | 5-1     |
| 05/05/2019 | RCS Verlaine - RCS Brainois       | 2-1     |
| 12/05/2019 | FC United Richelle - RFC Tournai  | 1-3*    |

* Noot: De wedstrijd tussen FC United Richelle en RFC Tournai (gespeeld op 05/05/2019) eindigde oorspronkelijk op een 2-1 zege voor FC United Richelle. De wedstrijd lag als gevolg van een blessurebehandeling 45 minuten stil. RFC Tournai eiste dat de wedstrijd zou herspeeld worden en kreeg hierin gelijk. Het reglement stelt namelijk dat een wedstrijd dient herspeeld te worden indien deze langer dan 30 minuten stil ligt. De wedstrijd werd een week later herspeeld.
Winnaarsronde
De twee winnaars uit deze ronde promoveren.
| Datum      | Wedstrijd                | Uitslag |
| ---------- | ------------------------ | ------- |
| 12/05/2019 | RUS Givry - RCS Verlaine | 1-2     |
| 19/05/2019 | RFC Tournai - RCS Onhaye | 0-2     |

Wedstrijd voor plaats 3 en 4
De winnaar maakt kans op promotie in geval van een vrijkomende plaats.
| Datum      | Wedstrijd               | Uitslag |
| ---------- | ----------------------- | ------- |
| 26/05/2019 | RUS Givry - RFC Tournai | 3-1     |

RUS Givry promoveerde uiteindelijk ook.

### Degradatie VV
De twee ploegen die dertiende eindigden in de Derde klasse amateurs VV speelden om de volgorde te bepalen voor eventuele degradatie.
| Datum      | Wedstrijd                               | Uitslag |
| ---------- | --------------------------------------- | ------- |
| 12/05/2019 | KSV Oostkamp - K. Ternesse VV Wommelgem | 2-1     |

Door het verlies was Ternesse veroordeeld tot degradatie. Uiteindelijk moest Oostkamp ook degraderen omdat de eindronde van Tweede klasse amateurs gewonnen werd door een Waalse Club (URSL Visé).

### Degradatie ACFF
De twee ploegen die dertiende eindigden in de Derde klasse amateurs ACFF speelden om de volgorde voor eventuele degradatie te bepalen. Eén ploeg degradeerde naar Eerste provinciale.
| Datum      | Wedstrijd                         | Uitslag |
| ---------- | --------------------------------- | ------- |
| 12/05/2019 | RAFC Oppagne-Wéris - FC Ganshoren | 3-1     |

Geen van beide clubs moest uiteindelijk degraderen omwille van de resultaten in de hogere reeksen.
Nationaal voetbal · Regionaal voetbal · Provinciaal voetbal · KBVB · Nationaal voetbalelftal · Nationaal dameselftal
Belgisch nationaal voetbal
Eerste klasse A · Eerste klasse B · Eerste nationale · Beker van België · Belgische Supercup
Super League · Eerste klasse (vrouwen) · Tweede klasse (vrouwen) · Beker van België (vrouwen) · Belgische Supercup (vrouwen)
Belgisch regionaal voetbal
Tweede afdeling · Derde afdeling
2016/17 · 2017/18 · 2018/19 · 2019/20 · 2020/21 · 2021/22 · 2022/23 · 2023/24 . 2024/25